# Look (película)
Look es una película de 2007 dirigida por Adam Rifkin. La película es supuestamente el primer largometraje filmado es su totalidad usando un circuito cerrado de televisión.[cita requerida]

## Recepción crítica
A partir del 14 de diciembre de 2007, el agregador de críticas Rotten Tomatoes informó que el 67% de los críticos de cine dio comentarios positivos, basado en 15 revisiones — un porcentaje considerado "fresco" por el sitio. En Metacritic, la película tenía una puntuación promedio de 43 de 100, basado en 4 revisiones.